# Dorina Tănăsescu
Dorina Tănăsescu (n. 1920, Turnu Severin – d. 2003, București) a fost o actriță română, cu un rol important în fondarea teatrului de marionete din România. Ea a fondat Secția Păpuși și Marionete a Universității Naționale de Artă Teatrală și Cinematografică „I.L. Caragiale” din București, fiind profesor de Arta marionetei la UNATC în perioada 1990-2003.

## Biografie
A urmat cursurile Academiei de Arte Frumoase din București, printre profesorii săi aflându-se și pictorul Camil Ressu. Ea a fondat în 1939, împreună cu Lucia Calomeri, Teatrul de Marionete din București care s-a aflat la baza fondării Teatrului Țăndărică în 1946. Ea a pus în scenă spectacole de referință ale Teatrului Țăndărică. De asemenea, a contribuit la înființarea teatrelor de păpuși din Cairo (1958) și Damasc (1975), montând acolo spectacole în perioada 1958-1971.
Dorina Tănăsescu a pregătit numeroase generații de artiști în acest domeniu și a avut o contribuție majoră la întemeierea Teatrului de Marionete care a devenit Teatrul Țăndărică în anul  1946.
Dorina Tănăsescu a contribuit la înființarea în anul 1990 a Secției Păpuși și Marionete a Universității Naționale de Artă Teatrală și Cinematografică „I.L. Caragiale” din București, fiind profesor de Arta marionetei la UNATC în perioada 1990-2003.

## Distincții
- Ordinul Muncii clasa a III-a (14 iunie 1957) „cu prilejul sărbătoririi zilei de 1 iunie «Ziua internațională a copilului», pentru merite deosebite în muncă”[2]
- titlul de Artist Emerit al Republicii Populare Romîne (13 ianuarie 1964) „pentru merite deosebite în activitatea desfășurată in domeniul teatrului, muzicii și artelor plastice”[3]